# Список японских операций во Вторую мировую войну

Список всех известных японских операций во Вторую мировую войну:
- Операция B 1941 — Японское вторжение на Саравак, Борнео
- Операция E 1941 — Японское вторжение в Таиланд и Северную Малайзию
- Операция FU 1941 — Японское вторжение в Индокитай
- Операция M 1941 — Японское вторжение на Филиппины
- Операция Z 1941 — Японская атака на Пёрл-Харбор
- Операция AL 1942 — Японское вторжение на Алеутские острова
- Операция B 1942 — Японское вторжение в Бирму
- Операция C 1942 — Японские операции в Индийском океане
- Операция D 1942 — Японское вторжение на Андаманские острова
- Операция H 1942 — Японское вторжение на Целебес
- Операция J 1942 — Японское вторжение в Голландскую Ост-Индию
- Операция K-1 1942 — Японский разведывательный воздушный рейд на Пёрл-Харбор
- Операция K-2 1942 — Японский разведывательный воздушный рейд на Пёрл-Харбор
- Операция Ka 1942 — Японский план уничтожения американского флота и отбития Гуадалканала
- Операция L 1942 — Японская наземная операция по захвату Палембанга, Суматра
- Операция MI 1942 — Японское вторжение на атолл Мидуэй
- Операция MO 1942 — Японское вторжение в Порт-Морсби, Новая Гвинея
- Операция R 1942 — Японское вторжение в Рабаул, Новая Британия и Кавиенг, Новая Ирландия
- Операция T 1942 — Японское вторжение на Северную Суматру
- Операция U 1942 — Японское вторжение в Бирму
- Операция I 1943 — Японский воздушный рейд против союзных сил на Новой Гвинее и Гуадалканале, Соломоновы острова
- Операция KE 1943 — Японская эвакуация Гуадалканала, Соломоновы острова
- Операция KE 1943 — Японская эвакуация Кыски, Алеутские острова
- Операция RO 1943 — Японский оборонительный план против атак союзников на Рабаул
- Операция Ta 1943 — Японская атака Бугенвиля, Соломоновы острова
- Операция Tasumaki 1944 — Японская атака Бугенвиля, Соломоновы острова
- Операция A-Go 1944 — Японская атака Американского флота на Сайпане, Марианские острова
- Операция Ban-Go 1944 — Японская оборонительная операция на реке  Иравади в Бирме
- Операция Dan-Go 1944 — Японская операция после неудачной операции U-Go в Индии
- Операция FS 1944 — Отмененный японский план по изоляции Австралии и захвату Новой Каледонии, Самоа и Фиджи
- Операция Fu-Go 1944 — Японская воздушная бомбардировка территории Соединенных Штатов с помощью воздушных шаров
- Операция Ha-Go 1944 — Японские действия по изоляции и уничтожению Англо-индийских сил в Аракане, Бирма; предшествовала операции U-Go
- Операция Ichi-Go 1944 — Японская атака на Восточный Китай, чтобы соединить Северный Китай и Индокитай
- Операция Kan-Go 1944 — Японский оборонительный план в Южной Бирме
- Операция Kon 1944 — Японская оборонительная операция на острове Биак, Новая Гвинея
- Операция Sho I 1944 — Японская атака американского флота в заливе Лейте, Филиппинские острова; часть операции Sho-Go
- Операция Sho II 1944 — Японский оборонительный план острова Формоза и островов Рюкю, часть операции Sho-Go
- Операция Sho III 1944 — Японский оборонительный план острова Хонсю, Япония, часть операции Sho-Go
- Операция Sho IV 1944 — Японский оборонительный план острова Хоккайдо, Япония, часть операции Sho-Go
- Операция Sho-Go 1944 — Японский оборонительный план против американских атак на Японию
- Операция Ta 1944 — Японская атака американских сил на мысе Торокин, Бугенвиль, Соломоновы острова
- Операция TA 1944 — Японская атакаs на Филиппинских островах
- Операция Take-Ichi 1944 — Японский конвой на полуостров Чендравасих в Западной части Новой Гвинеи
- Операция To-Go 1944 — Одна из японских атак в Восточном Китае; часть операции Ichi-Go
- Операция U-Go 1944 — Японское нападение на Импхал и Кохима, Индия
- Операция Arashi 1945 — Японский воздушный рейд на атолл Улити, Каролинские острова
- Операция Hikari 1945 — Японская разведка атолла Улити, Каролинские острова, часть операции Arashi
- Операция Ketsu-Go 1945 — Японский оборонительный план против возможного американского вторжения на японские острова.
- Операция Kikusui 1945 — Японские специальные атаки американских кораблей у Окинавы
- Операция Tan 2 1945 — Японская специальная атака против якорной стоянки союзного флота на атолле Улити, Каролинские острова
- Операция Ten-Go 1945 — Японская морская атака против американского флота у Окинавы, альтернативные названия Операция Ten'ichi-Go, также известное как Последний поход Ямато
- Операция Ken 1945 — Отмененная японская операция по транспортировке войск для самоубийственной атаки американских аэродромов на Марианских островах
- Операция Kon-Go 1945 — Отмененный японский план по использование торпед Кайтен против американских кораблей